# Skatstarar
För fågelarten Speculipastor bicolor, se brokstare.
Skatstarar (Streptocitta) är ett släkte med fåglar i familjen starar inom ordningen tättingar med endast två arter som förekommer i och kring Sulawesi i Indonesien:
- Sulaskatstare (S. albertinae)
- Vithalsad skatstare (S. albicollis)